# 이수광 선생 묘
이수광 선생 묘(李수光 先生 墓)는 대한민국 경기도 양주시 장흥면 삼하리에 있는, 조선 중기의 유학자이며 문학자였던 지봉(芝峰) 이수광(1563 ∼ 1628) 선생의 묘소이다. 1978년 10월 10일 경기도의 기념물 제49호로 지정되었다.

## 개요
조선 중기의 유학자이며 문학자였던 지봉(芝峰) 이수광(1563∼1628) 선생의 묘소이다.
선조 18년(1585) 문과에 급제한 후 여러 관직을 거쳤으며, 1623년 인조반정으로 도승지에 임명되었다. 인조 2년(1624) 이괄의 난이 일어나자 공주(公州)로 왕을 모셨고, 정묘호란 때에는 왕을 강화도로 모시고 갔다.
명나라에 사신으로 왕래하면서 마테오리치의『천주실의』등 여러 서양 서적을 통하여 새로운 학문을 연구하고 개척하였다. 광해군 6년(1614)에는『지봉유설』을 간행하여 우리나라 최초로 천주교와 서양문물을 소개함으로써 실학의 선구자가 되었다.
봉분 좌우에는 멀리서도 무덤이 있음을 알려주는 망주석(望柱石)과 동자상이 1쌍씩 배치되어 있다. 묘역 아래에는 3기의 신도비(神道碑:왕이나 고관 등의 평생업적을 기리기 위해 무덤 근처 길가에 세운 비)가 있다. 1기는 광해군 5년(1613)에 신흥이 글을 지은 것이며, 다른 1기는 인조 10년(1632)에 이정구가 글을 지었고 나머지 1기는 증손자 이현석이 세운 것이다.

## 같이 보기
- 이수광

## 참고 자료
- 이수광 선생 묘 - 국가유산청 국가유산포털